# Orthoporus caelatus
Orthoporus caelatus är en mångfotingart som beskrevs av Loomis 1936. Orthoporus caelatus ingår i släktet Orthoporus och familjen Spirostreptidae. Inga underarter finns listade i Catalogue of Life.